# 高力板镇
高力板镇，是中华人民共和国内蒙古自治区兴安盟科尔沁右翼中旗下辖的一个乡镇级行政单位。

## 行政区划
高力板镇下辖以下地区：
一街社区、二街社区、三街社区、国光嘎查、东风嘎查、好力保召嘎查、呼和道卜嘎查、化道卜嘎查、义和道卜嘎查、沙木哈嘎查、仓根巴达嘎查、新道卜嘎查、高林套海嘎查、巴仁太本嘎查、道本恩格尔嘎查、丰产嘎查、老公司嘎查、蒙兴嘎查、金祥嘎查、道仑淖尔嘎查、新发嘎查、赛罕塔拉嘎查、赛罕道卜嘎查、呼和索格嘎查和查干陶勒盖嘎查。